# Lucius Valerius Flaccus (consul en -195)
Pour les articles homonymes, voir Valerius Flaccus.
Lucius Valerius Flaccus est un homme politique de la République romaine appartenant à la gens Valeria.

## Carrière politique
Il est le fils de Publius Valerius Flaccus, consul en 227 av. J.-C.). Son frère, Caius Valerius Flaccus, terminera sa carrière comme préteur.
En 201 av. J.-C., il est édile curule. En 199 av. J.-C., il est préteur en Sicile. En 195 av. J.-C., il est consul. Il défait les Boïens et les Insubriens pendant son consulat.
En 191 av. J.-C. il est légat à la bataille des Thermopyles.
Comme triumvir en 190 av. J.-C., il aide à la défense de Plaisance et de Crémone et fonde Bononia (Bologne).
En 184 av. J.-C., il est censeur avec Caton l'Ancien et devient princeps senatus à la mort de Scipion l'Africain. Il meurt en 180 av. J.-C.
Politiquement, Flaccus était un conservateur.